# Rudolph Minkowski
Rudolph Minkowski (rojen Rudolf Leo Bernhard Minkowski), nemško-ameriški astronom in astrofizik, * 28. maj 1895, Strasbourg, † 4. januar 1976, Berkeley, Kalifornija, ZDA.
Minkowski je skupaj z Albertom Georgeom Wilsonom odkril asteroid 1620 Geographos in leta 1947 planetarno meglico M2-9.
Po njem in po stricu Hermannu se imenuje udarni krater Minkowski na Luni.